# Arena Pantanal
Arena Pantanal – stadion piłkarski w mieście Cuiabá, w Brazylii. Obiekt jest jedną z aren piłkarskich Mistrzostw Świata 2014. Stadion powstał w miejscu byłego Estádio José Fragelli, w przeciwieństwie do którego będzie to jednak obiekt typowo piłkarski. Budowa nowej areny rozpoczęła się w 2010 roku, a otwarcie nastąpiło przed Mistrzostwami Świata 2014. Pojemność obiektu wynosi 42 500 widzów, ale po turnieju zostanie zredukowana do 28 000 (zlikwidowane zostaną górne rzędy trybun za bramkami). Wśród wszystkich aren Mistrzostw Świata ten stadion jako jedyny nie ma zabudowanych narożników, a jego elewacja powstała z lekkich i przewiewnych materiałów. Ten zabieg to ukłon w kierunku naturalnej wentylacji w parnym, oddalonym od morza mieście. Ekologicznego charakteru miał też dodać pomysł ogrodów w narożnikach, jednak nie powstały na czas rozruchu obiektu.

## Mecze Mistrzostw Świata
Stadion był areną Mistrzostw Świata w Piłce Nożnej 2014. Na stadionie odbyły się 4 mecze fazy grupowej.
| Data            | Godzina     | Reprezentacja | Wynik | Reprezentacja        | Faza                 | Frekwencja |
| --------------- | ----------- | ------------- | ----- | -------------------- | -------------------- | ---------- |
| 15 czerwca 2014 | 00:00       | Chile         | 3:1   | Australia            | Grupa B              | 40 275     |
| 18 czerwca 2014 | 00:00       | Rosja         | 1:1   | Korea Południowa     | Grupa H              | 37 603     |
| 22 czerwca 2014 | 00:00       | Nigeria       | 1:0   | Bośnia i Hercegowina | Grupa F              | 40 499     |
| 24 czerwca 2014 | 22:00       | Japonia       | 1:4   | Kolumbia             | Grupa C              | 40 340     |
| Liczba goli     | Liczba goli | Liczba goli   | 12    | Całkowita frekwencja | Całkowita frekwencja | 158 717    |